# Галерея АВС-арт
Галере́я АВС-арт (англ. AVSart Gallery) — художня галерея в Києві, що представляє роботи українських митців. Колекція живопису, графіки та скульптури охоплює період від другої половини XX століття і до наших часів. Галерея веде активну просвітницьку діяльність.

## Історія

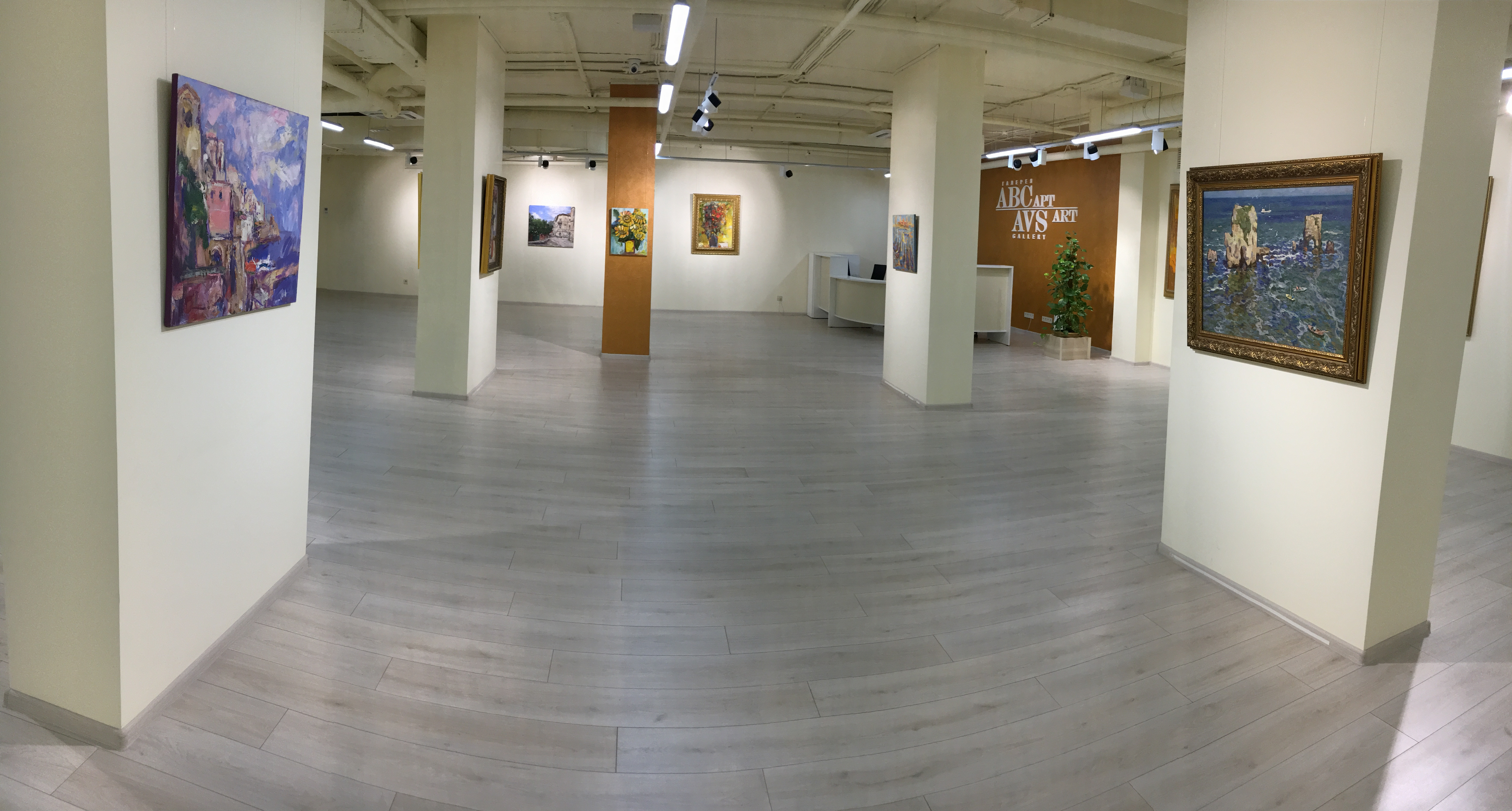
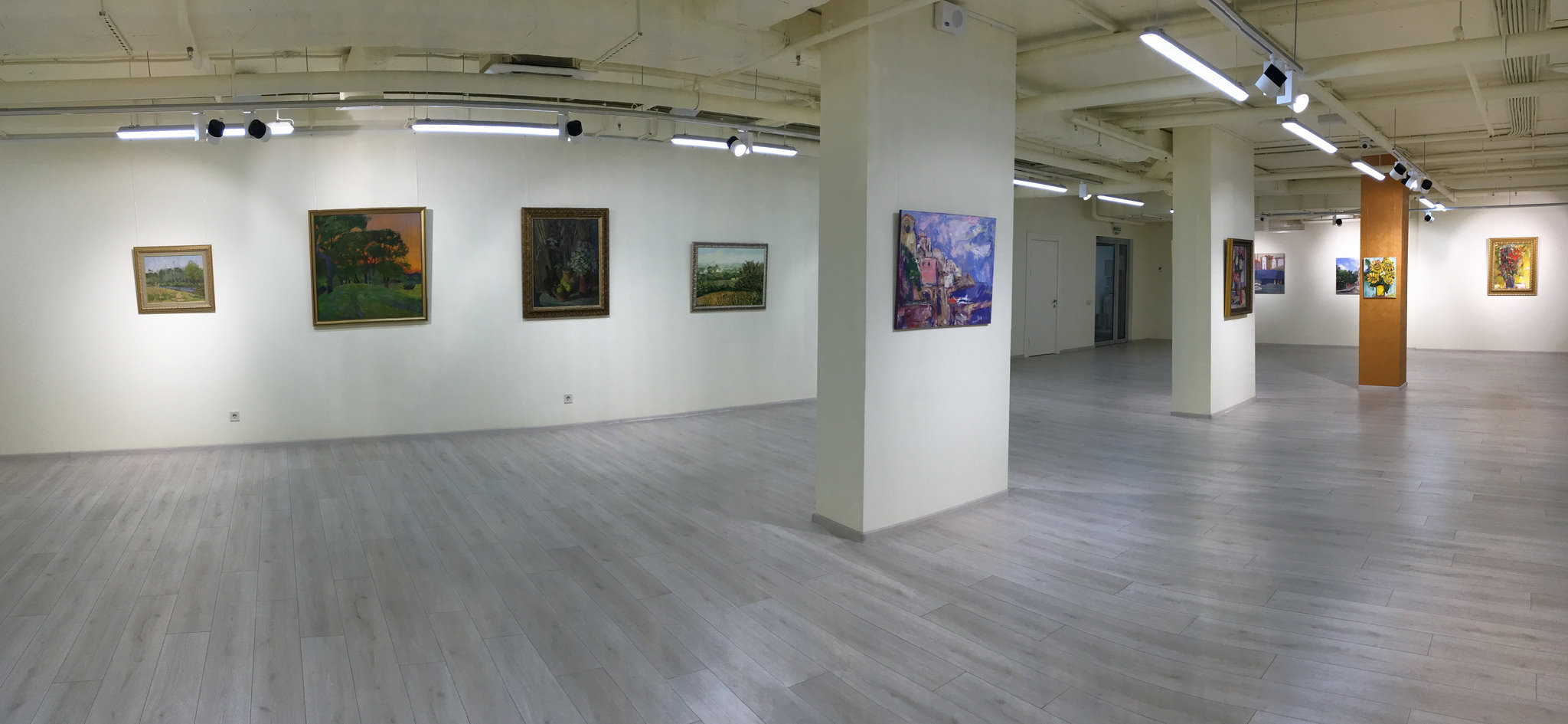
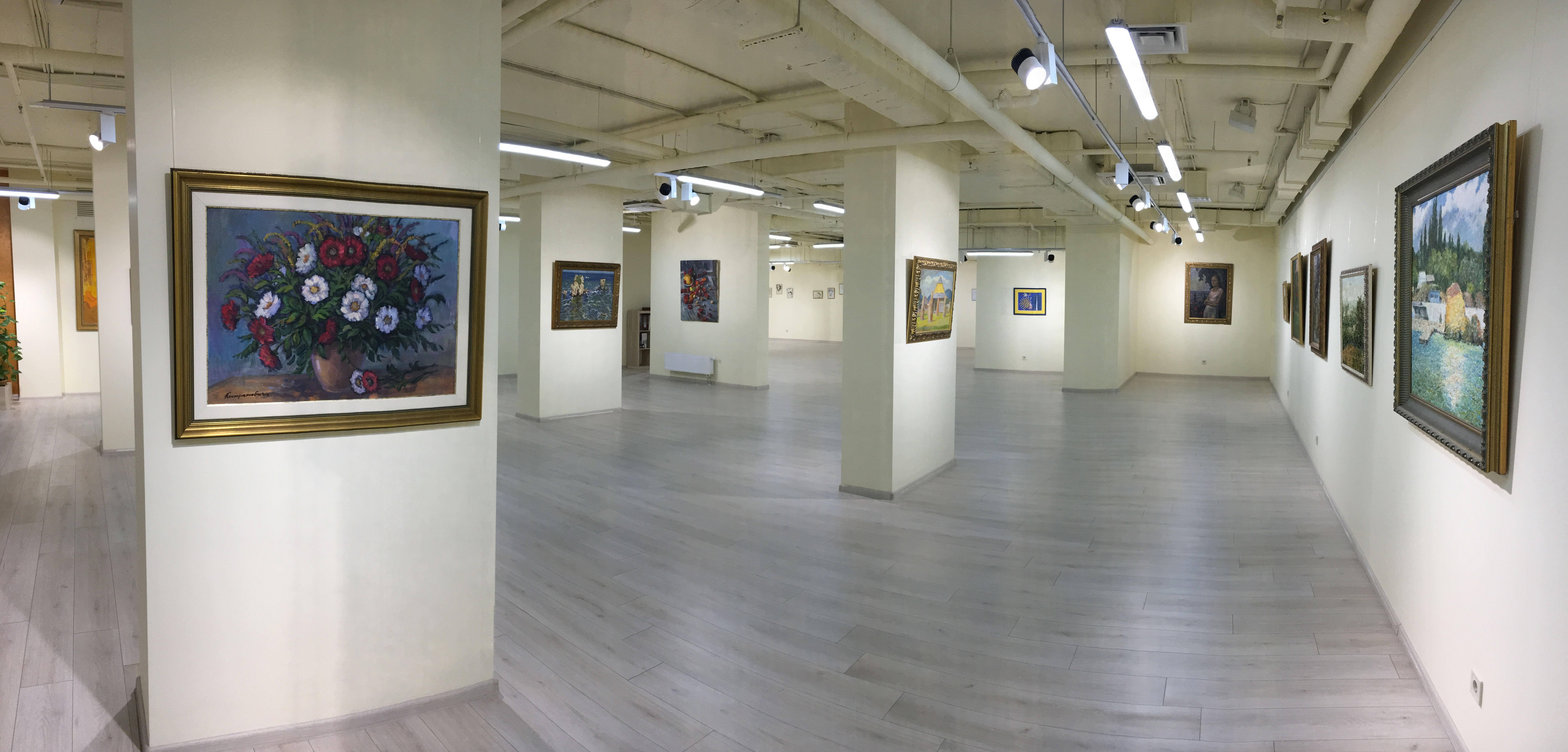

Галерея АВС-арт розпочала свою діяльність у 2009 році. Її фундатором став відомий громадський діяч Михайло Поживанов, абревіатура в назві — перші літери імен його дітей. Артдиректор — Алла Маричевська, діячка культури і головна редакторка мистецького журналу «Артанія».
Офіційне відкриття виставкового простору відбулося 3 листопада 2009, на вулиці Воздвиженській в Києві. Галерея презентувала роботи представників закарпатської школи живопису та львівської школи графіки, а також доробок та альбом-монографію українського експресіоніста Бориса Буряка, що став першим у серії художніх альбомів «Імена», започаткованої галереєю.
2015 року галерея АВС-арт змінила своє місце розташування і продовжила експозиційну діяльність за новою адресою — на Андріївському узвозі. 2018 року вона ще раз змінила локацію і, з виставковою площею 300 кв. м, стала першою великоформатною галереєю відкритого типу на вулиці Глибочицькій. Відкриття відбулося 20 березня 2018, виставкою «Відкритий формат».

## Колекція
Колекція галереї АВС-арт охоплює період від другої половини XX століття і до наших часів, налічуючи близько 1 000 об'єктів. Її спеціалізацією є українське мистецтво, основу колекції складають твори закарпатської та львівської мистецьких шкіл.
У виставковому просторі експонуються живопис, графіка, скульптура, інсталяції різних художніх шкіл, стилів та напрямків — від реалізму до абстракції, андеґраунду та авангардизму. Метою своєї діяльності галерея АВС-арт називає відкриття нових імен в українському мистецтві, підтримку сучасників та подовження життя класики.
Зібрання живопису містить, зокрема, роботи таких художників, як Валентин Алтанець, Йосип Бокшай, Альбін Ґавдзінський, Сергій Григор'єв, Адальберт Ерделі, Віктор Зарецький, Федір Захаров, Андрій Коцка, Адольф Лоза, Микола Мазур, Микола Малишко, Любомир Медвідь, Роман Сельський, Петро Столяренко, Валентина Цвєткова, Сергій Шишко, Тетяна Яблонська.
Збірка графіки представлена творами Геннадія Верещагіна, Ореста Гнатіва, Алли Горської, Стефанії Ґебус-Баранецької, Софії Караффи-Корбут, Олени Кульчицької, Леопольда Левицького, Івана Остафійчука, Олекси Шатківського.

## Виставки
Експозиція галереї АВС-арт регулярно змінюється, представляючи роботи українських митців на групових та індивідуальних художніх виставках. Від 2010 року галерея також окремо презентує творчість мистецьких родин — в рамках власного проєкту «Мистецький шлях у спадок».
Окремі реалізовані виставки:
- персональні[11]

- Петро Антип
- Сергій Баранник
- Петро Бевза
- Василь Бик
- Олександр Бондаренко
- Кость Борисюк
- Борис Буряк
- Юрій Вінтаєв
- Левко Воєдило
- Юрій Герц
- Сергій Гнойовий
- Петро Гончар
- Микола Грох
- Феодосій Гуменюк
- Андрій Гуренко
- Михайло Демцю
- Ніна Денисова
- Людмила Задорожна
- Світлана Зелена
- Світлана Іваннікова
- Сергій Кириченко
- Василь Кікіньов
- Володимир Колесников
- Василь Копайгоренко
- Юрко Кох
- Ольга Кравченко
- Євген Лещенко
- Олексій Литвиненко
- Микола Мазур
- Іван Марчук
- Олексій Малих
- Ігор Мельничук
- Олег Мінько
- Руслан Найда
- Ігор Панейко
- Володимир Патик
- Ольга Петрова
- Олексій Поляков
- Віктор Романщак
- Сергій Савченко
- Петро Сипняк
- Дмитро Стецько
- Катерина Ткаченко
- Зеновій Флінта
- Анатолій Фурлет
- Володимир Харакоз
- Валерій Шкарупа
- Наталія Ярова
- Олег Ясенєв

- групові
  - «Панна», 2012: Борис Буряк, Орест Гнатів, Михайло Демцю, Віктор Зарецький, Любомир Медвідь, Олег Мінько, Роман Сельський, Петро Сипняк, Михайло Туровський, Петро Бевза, Юрій Скандаков, Олег Філь, Василь Копайгоренко, Сергій Гнойовий[12]
  - «До моря», 2015: Адальберт Борецький, Юрій Вінтаєв, Михайло Демцю, Юрій Коновалов, Наталія Лоза, Вітольд Манастирський, Іван Марчук, Ігор Панейко, Валентина Цвєткова, Валерій Шкарупа, Оксана Ядчук-Мачинська, Степан Яровий та інші[13]
  - «Пан», 2016: Геннадій Верещагін, Стефанія Ґебус-Баранецька, Олексій Горбенко, Сергій Григор'єв, Михайло Демцю, Юрій Коваленко, Василь Копайгоренко, Юрко Кох, Борис Кузьма, Володимир Лемзяков, Любомир Медвідь, Олег Мінько, Роман Опалинський, Михайло Радь, Дмитро Стецько, Петро Шолтес, Тетяна Яблонська[14]
  - «Відкритий формат», 2018: Петро Антип, Петро Бевза, Петро Гончар, Андрій Гуренко, Віктор Зарецький, Федір Захаров, Ернест Контратович, Андрій Коцка, Євген Лещенко, Іван Марчук, Федір Манайло, Любомир Медвідь, Ігор Мельничук, Ольга Петрова, В'ячеслав Приходько, Сергій Савченко, Анатолій Фурлет, Іван Шутєв, Олег Ясенєв та інші[15]
  - «Срібне сяйво зими», 2020: Антон Кашшай, Сергій Григор'єв, Віктор Зарецький, Олександр Вольський, Іван Марчук, Володимир Патик, Олег Ясенєв, Володимир Ємець, Феодосій Гуменюк, Ніна Буряк, Богдан Пікулицький, Юрій Скандаков та інші[16]
  - «На яринних теренах», 2021: Олекса Шатківський, Сергій Шишко, Олександр Вольський, Петро Антип, Василь Кікіньов, Володимир Ємець, Адольф Лоза, Роман Яців, Микола Деркач, Богдан Задорожний, Сергій Савченко, Віра Чурсіна, Сергій Григор'єв, Ернест Контратович та інші[17]

- в рамках проєкту «Мистецький шлях у спадок»
  - Роман та Романа Романишини — «Візії прожитого. Візії прочитаного», 2010[18]
  - Микола та Володимир Журавлі, Дарина Тищенко-Журавель — «Три виміри універсальної любови», 2010[19][20]
  - Михайло, Андрій та Оксана Надєждіни, 2013[21]
  - Олег, Ярослав, Альона, Єлизавета Ясенєви — «Чотири Я», 2014[22]
  - Степан і Наталія Ярові, Віктор Романщак — «Терцини», 2014[23]

## Просвітницька діяльність
Від початку свого існування галерея АВС-арт веде активну просвітницьку діяльність. Вхід до галереї вільний. Окрім виставок, вона також організовує презентації художніх робіт, творчі вечори, бере участь у культурних проєктах та реалізує власні.
- В березні 2012 галерея стала місцем проведення 6-го Національного фестивалю соціальної реклами, організувала вернісаж конкурсних робіт[24][25].
- В травні 2014, з проєктом «Шевченків травень», долучилася до проведення заходів з відзначення року Тараса Шевченка в Україні, презентувавши виставку картин, що мали безпосередній чи опосередкований стосунок до Шевченкіани, теми котрих були переплетені з духом українства[26].
- 2016 року, до Дня Державного Прапора України, започаткувала проєкт «Жовтий / Блакитний», представивши тематичну добірку робіт українських художників, провідними в яких були жовтий та блакитний кольори[27].
- У 2012 році «АВС-арт» брала участь у форумі сучасного мистецтва «Art Kyiv Contemporary» в «Мистецькому Арсеналі»[28], в 2016 — у Тижні мистецтва «Kyiv Art Week»[29].

- Окремим напрямом діяльності галереї є видавничий проєкт «Імена». Серію мистецьких альбомів українських художників було започатковано 2009 року і до неї увійшли такі видання[30][31]:
  - Буряк Ніна. Борис Буряк. Альбом. — Київ : АДЕФ-Україна, 2009. — 280 с. — (Серія «Імена» — галерея «АВС-арт») — ISBN 978-966-187-038-2.
  - Світлана Єременко. Олег Мінько. Живопис як молитва: есей, альбом / Т. Решетняк. — Львів : Сіті Прес Компані, 2010. — 296 с. — (Серія «Імена» — галерея «АВС-арт») — ISBN 978-966-97125-0-9.
  - Алла Маричевська. Феодосій Гуменюк: альбом. — Київ : Сіті Прес Компані, Галерея «АВС-арт», 2010. — 224 с. — (Серія «Імена» — галерея «АВС-арт») — ISBN 978-966-97125-1-6.
  - Петро Бевза. Живопис: альбом / передмова М. Скиба. — Київ : Скай-друк, 2011. — 285 с. — (Серія «Імена» — галерея «АВС-арт») — ISBN 978-966-97163-0-9.
  - Алла Маричевська. Сергій Савченко: Альбом. — Київ : Галерея «АВС-арт», 2011. — 296 с. — (Серія «Імена» — галерея «АВС-арт») — ISBN 978-966-97163-1-0.